# Tomten (film)
Tomten (fullständig titel: Tomten – en vintersaga) är en svensk kortfilm från 1941 av Gösta Roosling. Filmen är baserad på Viktor Rydbergs dikt Tomten från 1881, som i filmen läses av skådespelaren Hilda Borgström. Tomten gestaltas av Kiki. Filmen hade premiär 8 december 1941, som en del av kortfilmspaketet Kalle Anka bjuder på fest.
År 2015 restaurerades filmen av Svenska Filminstitutet och finns sedan 2013 i Filmarkivet.se.
Tomten spelades in på en gård i Storsved utanför Järvsö i Ljusdals kommun.

## Handling
En liten pojke kan inte sova, så hans mormor läser Viktor Rydbergs dikt "Tomten" högt för honom. Tittaren får sedan se dikten filmatiserad tills pojken har somnat och mormodern nattar honom.

## Rollista
- Hilda Borgström – mormor
- Göran Bernhard – pojken
- Kiki – tomten[2]